# 季季
李瑞月（1944年—），筆名季季，生於臺灣雲林縣，女作家。她從1960年代開始創作，有小說集《屬於十七歲的》、《誰是最後的玫瑰》等，自傳性質的《行走的樹》。她較成熟而令人刮目相看的小說，如《拾玉鐲》、《夜歌》等是1970年代才出現的，此時她採取了現實主義的觀點，在小說中表現了敏銳的解剖問題的能力。季季是台灣女作家中創作力相當旺盛的一位。
1964年10月成为《皇冠雜誌》的「基本作家」。曾任《联合报》特约撰述、编辑，1977年后转至《中国时报》任〈人间副刊〉撰述委员、副刊組主任兼〈人間副刊〉主編，《時報周刊》、時報文化副總編輯，《中國時報》主筆，《印刻文學生活誌》編輯總監。2007年12月退休。
1965年與當時《聯合報》記者楊蔚結婚，因楊蔚牽涉民主台灣聯盟案，季季在林海音勸說下，於1971年離婚。